# Embalse de Cerro Alarcón

El embalse de Cerro Alarcón está situado en el término de Navalagamella, municipio de la Comunidad de Madrid (España). Fue construido en 1970 sobre el río Perales, afluente del Alberche, por los promotores de la urbanización de Cerro Alarcón (que pertenece a Valdemorillo). De carácter privado, la concesión de su uso le fue dada al Club Náutico Cerro Alarcón cuyos socios eran fundamentalmente vecinos de la urbanización. Por dificultades económicas fue cedido a otro concesionario privado tras cuarenta años después de su construcción. 

## Características técnicas

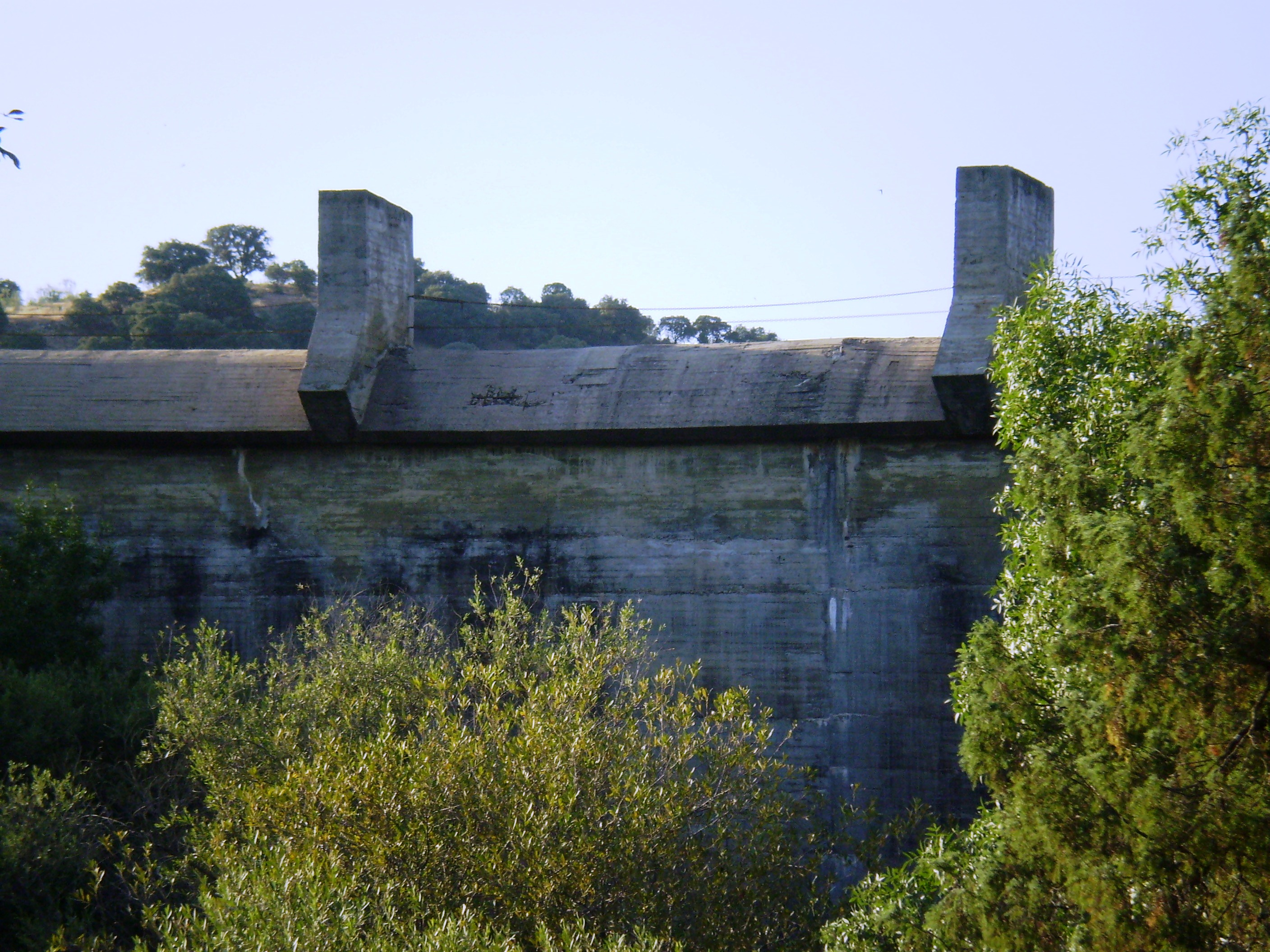
Detalle de la presa, construida en 1970.

El embalse de Cerro Alarcón fue diseñado por los ingenieros A. San Feliz y J. M. Peironcelly. La presa está formada por un muro de hormigón de directriz curva, con una longitud de coronación de 132 m. Su altura máxima es de 22 m.
El embalse tiene una capacidad de almacenaje de 1,04 hm³ y ocupa una superficie de 25 hectáreas. Se extiende a lo largo de 1200 m con 150 m de ancho.
La construcción del embalse provocó un positivo impacto paisajístico y ecológico sobre el río Perales, en un sitio tan seco como es Madrid, además de permitir actividades acuáticas deportivas

## Usos

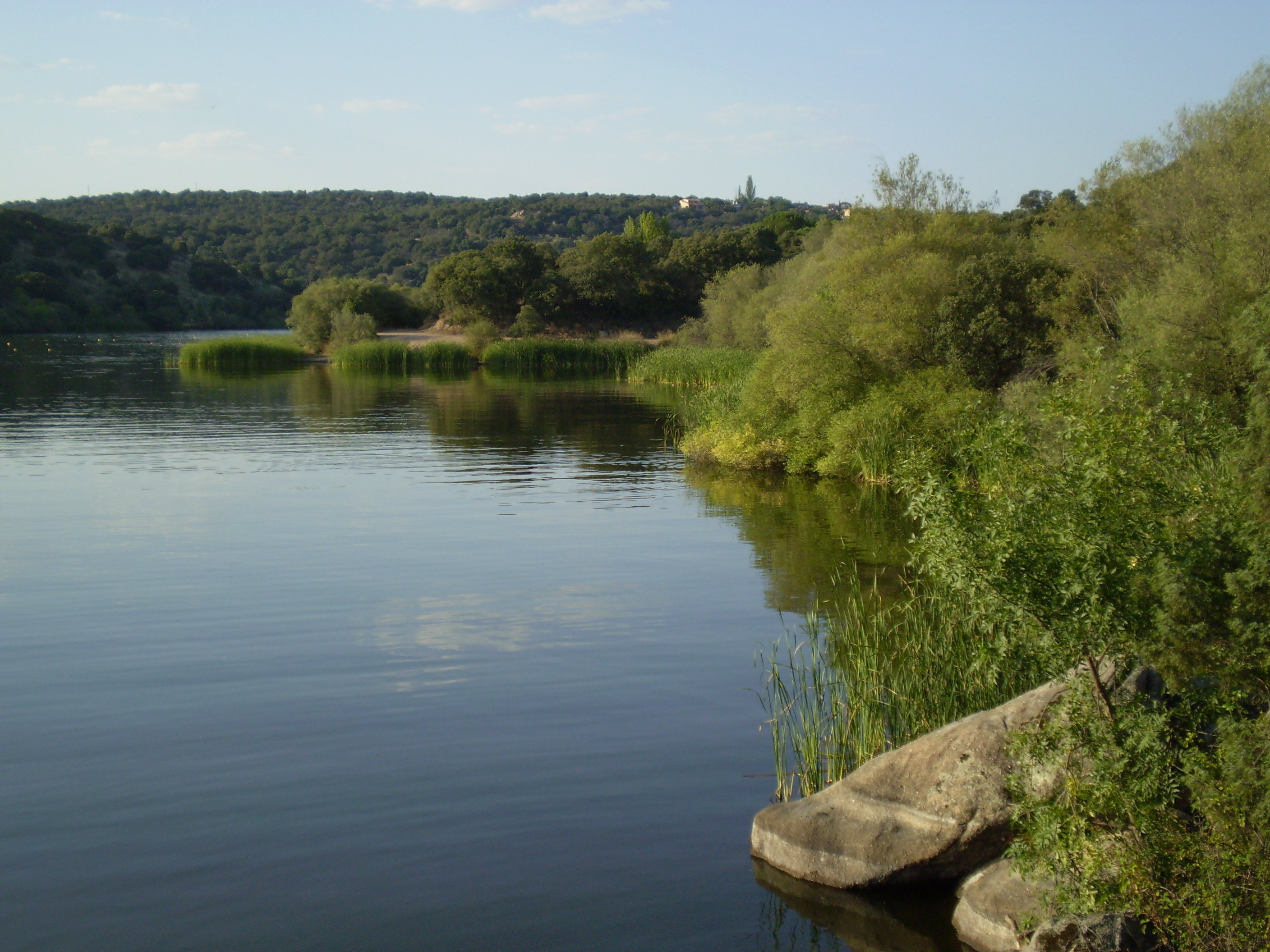
Vista del embalse de Cerro Alarcón desde la presa.

El embalse fue concebido para fines recreativos y deportivos, siguiendo la tónica imperante en los años 1960 y 1970, cuando numerosas zonas de la sierra de Guadarrama fueron urbanizadas. Muchas urbanizaciones eran dotadas de pequeños embalses, que servían de reclamo en las acciones comerciales de las distintas promotoras inmobiliarias. 
Otros ejemplos de este tipo de embalses se encuentran en las urbanizaciones Molino de la Hoz (Las Rozas de Madrid), sobre el Guadarrama; Parquelagos (Galapagar), sobre el arroyo de Peregrinos —afluente del Guadarrama—; y Los Ángeles de San Rafael (El Espinar, Otero de Herreros y Vegas de Matute), sobre el río Moros. Las dos primeras están situadas en la provincia de Madrid y la tercera en la de Segovia. 
En las márgenes del embalse de Cerro Alarcón, existe un centro de esquí náutico, que ha organizado diferentes competiciones, entre ellas un campeonato de Europa en los años 1970, el Campeonato de España y Open Internacional de Madrid, celebrado los días 14 y 15 de julio de 2007. También se celebró en 2010 el primer Open Internacional de Saltos (Madrid Pro Jump) con los mejores saltadores de Europa.